# Saint-Cirq-Madelon

Saint-Cirq-Madelon este o comună în departamentul Lot din sudul Franței. În 2009 avea o populație de 149 de locuitori.

## Evoluția populației
| An        | 1975 | 1982 | 1990 | 1999 | 2006 | 2009 |
| --------- | ---- | ---- | ---- | ---- | ---- | ---- |
| Populație | 110  | 98   | 102  | 123  | 140  | 149  |